# Rodney Anoai
 Der er for få eller ingen kildehenvisninger i denne artikel, hvilket er et problem. Du kan hjælpe ved at angive troværdige kilder til de påstande, som fremføres i artiklen.

Rodney Anoai (2. oktober 1966 – 23. oktober 2000) var en professionel wrestler med kunstnernavnet Yokozuna.
Selve ordet Yokozuna (横綱 yokozuna) er det japanske udtryk for den højeste rang inden for sumobrydning.
Rodney Anoai var fra Samoa i Polynesien og han har ikke været sumobryder.
Rodney Anoai/Yokozuna blev verdenskendt som den enorme wrestler hos World Wrestling Federation, og han vejede op til 325 kg. I 1993 besejrede han Bret Hart for at vinde WWFs World Title, dog kun for at tabe den igen sekunder efter til Hulk Hogan.
Rodney Anoai/Yokozuna erobrede dog titlen ved at besejre Hulk Hogan nogle måneder senere. Yokozuna blev så besejret af Bret Hart i 1994 og nåede aldrig at vinde titlen tilbage.
Rodney Anoai/Yokozuna er dog nok mere kendt for sine berømte kampe mod The Undertaker i 1994.